# Lions Musikpreis
Der Lions Musikpreis ist ein vom Lions Club, einem Wohltätigkeitsklub, in Deutschland 1992 gegründeter (anfangs sporadisch, seit 1998 jährlich ausgeschriebener) Musikwettbewerb mit jährlich wechselnden Instrumenten (einschließlich Gesang) und Veranstaltungsorten. Der Preis wird für Musiker bis 24 Jahre, die (zum Stichtag 1. Januar) mindestens drei Jahre in Deutschland wohnhaft und zum Zeitpunkt des Wettbewerbs im nominierenden Lionsdistrikt gemeldet sind, ausgeschrieben. Er besteht aus drei Runden (regional, national, europäisch). Alle Teilnehmer spielen dasselbe „Pflichtstück“ und können außerdem zwei Kompositionen aus einer vorgelegten Repertoireliste wählen. Die Fachjury besteht aus 5 Mitgliedern. Die ersten drei Teilnehmer erhalten gestaffelte Geldpreise und der jeweilige Sieger nimmt an der nächsten Stufe des Wettbewerbs teil.

## Themen
- 2012 Violoncello
- 2013 Klavier
- 2014 French Horn
- 2015 Klarinette
- 2016 Violine
- 2017 Trompete
- 2018 Querflöte
- 2019 Klassische Gitarre
- 2020 Saxophon
- 2022 Stimme
- 2023 Posaune

## Aufgabe
Es ist jeweils ein Pflichtstück sowie ein Stück aus der Repertoireliste (für einen Distriktwettbewerb) bzw. zwei Stücke (für den Deutschland- bzw. den Europäischen Wettbewerb) in zwei unterschiedlichen Schwierigkeitsstufen zu spielen.

## Preisträger

### 2016
- 1. Preis Elias David Moncado (Distrikt Süd-West)
- 2. Preis Anne Maria Wehrmeyer (Distrikte Bayern-Ost und Bayern-Süd)
- 3. Preis Jakow Pavlenko (Distrikt Niedersachsen-West)

Sonderpreise für eine besonders schöne Mozart-Interpretation
- Anne Maria Wehrneyer (Distrikte Bayern-Ost und Bayern-Süd)
- Astrid Kumkar (Distrikt Ost-Mitte)

Sonderpreise für die überzeugendsten Leistungen jugendlicher Teilnehmer
- Jakow Pavlenko (Distrikt Niedersachsen-West)
- Laura Oschmann (Distrikt Rheinland-Süd)

### 2020
- 1. Preis: Eva Kotar (Distrikt Rheinland-Süd)
- 2. Preis: Christine Petersen (Distrikt Nord) und Hannah Koob (Distrikt Süd-Nord)

Förderpreis
- Lena Rölz (Distrikt Ost-Süd)

Sonderpreise:
- Dominik Bökenkamp (Distrikt Süd-West)
- Simon Löns (Distrikt Bayern-Nord)
- Alexander Prill (Distrikt Ost-Nord)